# Xã Batavia, Quận Boone, Arkansas
Xã Batavia (tiếng Anh: Batavia Township) là một xã thuộc quận Boone, tiểu bang Arkansas, Hoa Kỳ. Năm 2010, dân số của xã này là 911 người.